# P. Antinoopolis 13
Papyrus Antinoopolis 13 ist die Bezeichnung für das Fragment eines Pergamentkodex aus dem späten 4. oder frühen 5. Jahrhundert.
Es enthält einige Worte aus den pseudepigraphischen Akten des Paulus und der Thekla in griechischer Sprache. Das Fragment ist etwa 7 cm × 8 cm groß und in regelmäßigen Majuskeln geschrieben. Die Handschrift ist von einer hohen Qualität, vergleichbar den Bibelhandschriften. Sie wurde wahrscheinlich in einem Kloster oder für einen reichen Auftraggeber angefertigt, was auf eine hohe Wertschätzung des Textes hinweist. Das Fragment ist eine von drei erhaltenen Handschriften des griechischen Originaltextes.
Das Fragment wurde in der römischen Stadt Antinoopolis in Mittelägypten gefunden. Es befindet sich heute in der Bodleian Art, Archaeology and Ancient World Library in Oxford mit der Signatur P. Ant. 13.